# Брешель, Матти
Матти Брешель (дат. Matti Breschel, род. 31 августа 1985 в Баллерупе, Дания) — датский профессиональный шоссейный велогонщик, выступающий c 2018 года за команду Мирового тура «EF Education First-Drapac p/b Cannondale». Призёр двух чемпионатов мира в групповой гонке.

## Достижения
2003
6-й Тур Фюна
2004
1-й Джиро дель Канавезе
1-й Этап 2 Гран-при Рингерике
1-й Этап 3 Круг Арденн
6-й Париж — Рубе U23
2005
2-й Тур Катара
1-й  Молодёжная классификация
4-й Гран-при Хернинга
4-й Гран-при Исберга
4-й Париж — Бурж
5-й Франко-Бельгийское кольцо
2006
3-й Три дня Западной Фландрии
1-й  Молодёжная классификация
3-й Ле-Самен
6-й Тур Катара
1-й  Молодёжная классификация
7-й Классика Рединга
2007
Тур Ирландии
1-й  Очковая классификация
1-й Этап 2
3-й Тур Дании
1-й Этап 2
3-й Гран-при Хернинга
4-й Стер Электротур
7-й Париж — Бурж
9-й Тур Саксонии
2008
1-й Чемпионат Филадельфии
1-й Этап 21 Вуэльта Испании
3-й  Чемпионат мира в групповой гонке
5-й Тур Дании
1-й  Очковая классификация
1-й Этапы 2 & 3
5-й Стер Электротур
1-й Этап 1
6-й Трофей Лайгуэльи
7-й Е3 Харелбеке
7-й Париж — Бурж
2009
1-й  Чемпионат Дании в групповой гонке
1-й Этап 1 Вуэльта Каталонии
1-й Этап 4 Тур Швейцарии
2-й Ваттенфаль Классик
3-й Тур Ирландии
1-й  Молодёжная классификация
4-й Тур Люксембурга
1-й  Очковая классификация
1-й Этап 4
5-й Тур Дании
1-й  Очковая классификация
1-й Этап 1
6-й Тур Фландрии
7-й Чемпионат мира в групповой гонке
10-й Париж — Рубе
2010
1-й Дварс дор Фландерен
2-й  Чемпионат мира в групповой гонке
3-й Джиро дель Пьемонте
3-й Париж — Бурж
5-й Тур Дании
1-й  Очковая классификация
1-й Этап 3
8-й Гент — Вевельгем
2012
1-й Этап 3 Вуэльта Бургоса
3-й Гент — Вевельгем
7-й Трофео Пальма де Мальорка
9-й Тур Фландрии
2013
3-й Тур Дании
1-й Этапы 2 & 4
8-й Гран-при Квебека
9-й Ваттенфаль Классик
2014
1-й Тур Люксембурга
1-й  Очковая классификация
1-й Этапы 2 & 3
4-й Чемпионат мира в групповой гонке
5-й Тур де Еврометрополь
9-й Париж — Бурж
2015
6-й E3 Харелбеке
7-й Ваттенфаль Классик
8-й Тур Дании
1-й  Очковая классификация
1-й Этапы 3 & 4
10-й Тур Валлонии
2016
5-й Гран-при Аргау
6-й Хейстсе Пейл
2018
3-й Кубок Японии

## Статистика выступлений

### Чемпионаты
| Event            | Event          | 2004 | 2005          | 2006          | 2007          | 2008 | 2009          | 2010          | 2011          | 2012 | 2013          | 2014          | 2015          | 2016 | 2017          | 2018          |
| ---------------- | -------------- | ---- | ------------- | ------------- | ------------- | ---- | ------------- | ------------- | ------------- | ---- | ------------- | ------------- | ------------- | ---- | ------------- | ------------- |
| Олимпийские игры | Групповая      | —    | не проводятся | не проводятся | не проводятся | —    | не проводятся | не проводятся | не проводятся | 42   | не проводятся | не проводятся | не проводятся | —    | не проводятся | не проводятся |
| Чемпионаты мира  | Индивидуальная | —    | —             | —             | —             | —    | —             | —             | —             | —    | —             | —             | —             | —    | —             |               |
| Чемпионаты мира  | Групповая      | —    | —             | —             | НФ            | 3    | 7             | 2             | —             | НФ   | НФ            | 4             | 33            | НФ   | —             | НФ            |
| Чемпионат Дании  | Индивидуальная | —    | —             | —             | —             | —    | —             | —             | —             | —    | —             | —             | —             | —    | —             |               |
| Чемпионат Дании  | Групповая      | 3    | 3             | —             | —             | 2    | 1             | —             | —             | —    | 4             | 7             | —             | 14   | 44            | НФ            |

### Гранд-туры
| Гонка           | 2007 | 2008 | 2009 | 2010 | 2011 | 2012 | 2013 | 2014 | 2015 | 2016 | 2017 | 2018 |
| --------------- | ---- | ---- | ---- | ---- | ---- | ---- | ---- | ---- | ---- | ---- | ---- | ---- |
| Джиро д'Италия  | 120  | –    | –    | –    | –    | –    | НФ   | –    | –    | –    | –    | –    |
| Тур де Франс    | –    | –    | –    | 142  | –    | –    | –    | –    | –    | НФ   | –    | –    |
| Вуэльта Испании | 82   | 68   | –    | НФ   | 159  | –    | –    | –    | –    | –    | –    | –    |

### Однодневки
| Монументальные           | 2005                   | 2006                   | 2007                   | 2008                   | 2009                   | 2010                   | 2011                   | 2012                   | 2013                   | 2014                   | 2015                   | 2016                   | 2017                   | 2018                   |
| ------------------------ | ---------------------- | ---------------------- | ---------------------- | ---------------------- | ---------------------- | ---------------------- | ---------------------- | ---------------------- | ---------------------- | ---------------------- | ---------------------- | ---------------------- | ---------------------- | ---------------------- |
| Милан — Сан-Ремо         | 119                    | —                      | 60                     | 39                     | 134                    | 11                     | —                      | 31                     | 73                     | —                      | 12                     | —                      | 23                     | 12                     |
| Тур Фландрии             | НФ                     | —                      | НФ                     | 57                     | 6                      | 15                     | —                      | 9                      | 25                     | НФ                     | 73                     | НФ                     | 32                     | 98                     |
| Париж — Рубе             | 58                     | —                      | 14                     | 20                     | 9                      | НФ                     | —                      | —                      | 15                     | —                      | 97                     | —                      | 99                     | 35                     |
| Льеж — Бастонь — Льеж    | не участвовал в гонках | не участвовал в гонках | не участвовал в гонках | не участвовал в гонках | не участвовал в гонках | не участвовал в гонках | не участвовал в гонках | не участвовал в гонках | не участвовал в гонках | не участвовал в гонках | не участвовал в гонках | не участвовал в гонках | не участвовал в гонках | не участвовал в гонках |
| Джиро ди Ломбардия       | —                      | —                      | —                      | —                      | —                      | НФ                     | —                      | —                      | 49                     | —                      | —                      | —                      | —                      | НФ                     |
| Классические             | 2005                   | 2006                   | 2007                   | 2008                   | 2009                   | 2010                   | 2011                   | 2012                   | 2013                   | 2014                   | 2015                   | 2016                   | 2017                   | 2018                   |
| Омлоп Хет Ниувсблад      | —                      | 27                     | —                      | 134                    | 36                     | 76                     | —                      | 30                     | —                      | —                      | —                      | —                      | 19                     | 89                     |
| Кюрне — Брюссель — Кюрне | —                      | —                      | —                      | 109                    | 17                     | НФ                     | —                      | 123                    | —                      | —                      | —                      | —                      | 88                     | 40                     |
| Страде Бьянке            | —                      | —                      | —                      | 25                     | 20                     | 11                     | —                      | —                      | —                      | —                      | —                      | —                      | —                      | —                      |
| Дварс дор Фландерен      | 43                     | —                      | 61                     | 18                     | —                      | 1                      | —                      | —                      | —                      | —                      | 12                     | —                      | 12                     | —                      |
| E3 Харелбеке             | НФ                     | —                      | 77                     | 7                      | 33                     | НФ                     | —                      | 11                     | 52                     | —                      | 6                      | —                      | НФ                     | —                      |
| Гент — Вевельгем         | 17                     | —                      | 85                     | 20                     | 15                     | 8                      | —                      | 3                      | 13                     | 72                     | НФ                     | НФ                     | НФ                     | —                      |
| Классика Сан-Себастьяна  | —                      | —                      | —                      | —                      | —                      | —                      | 12                     | —                      | 86                     | —                      | —                      | —                      | —                      | НФ                     |
| Ваттенфаль Классик       | —                      | —                      | 15                     | —                      | 2                      | НФ                     | —                      | —                      | 9                      | 19                     | 7                      | —                      | 31                     | —                      |
| Париж — Тур              | 17                     | —                      | 107                    | 17                     | —                      | 25                     | —                      | НФ                     | —                      | 14                     | НФ                     | —                      | —                      | 88                     |

| —  | Не участвовал  |
| НФ | Не финишировал |